# Jan Linders
Die Jan Linders B.V. betreibt als Franchiser von Albert Heijn 54 Supermärkte im Süden der Niederlande. Das Unternehmen hat seinen Hauptsitz in Nieuw Bergen im Norden der Provinz Limburg. Bis Mitte des Jahres 2023 flaggten 63 Filialen unter dem eigenen Namen Jan Linders, 44 Filialen wurden danach auf Albert Heijn umgeflaggt, die weiteren Standorte an Mitbewerber verkauft.

## Geschichte

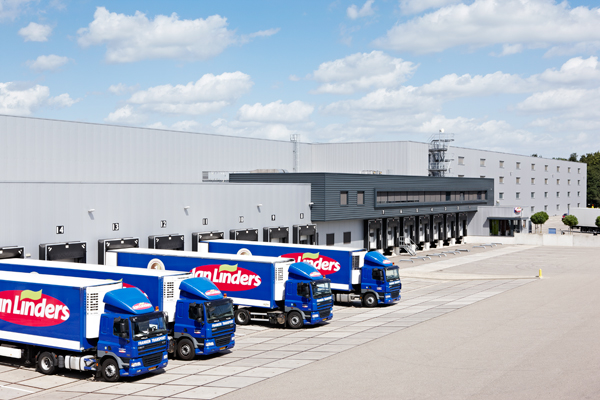
Das Distributionszentrum am Hauptsitz in Nieuw Bergen, auf den LKW ist noch das alte Logo zu sehen

### Gründung des Unternehmens und Übergabe an die nachfolgenden Generation (1963–2009)
Gründer Jan Linders arbeitete vor Gründung des Unternehmens als Milchhändler in Gennep. 1963 eröffnete er seinen ersten SB-Markt als J-Markt Klimop. Später erfolgte die Umflaggung auf Jan Linders, 1972 folgte in Venray seine zweite Filiale. Die erste eigene Kaffeesorte führte man 1985 ein. Im Jahr 1995 übernahm Linders' Sohn Leo Linders das Unternehmen.

### Expansion durch Übernahmen und ein neues Erscheinungsbild (2010–2017)
Im Juni 2010 übernahm man den C1000-Standort in Sint Anthonis, die Filiale wurde am 16. September 2010 als Jan Linders-Markt neu eröffnet. Ebenfalls im Juni 2010 führte das Unternehmen einen neuen Slogan ein: Het voordeel van het zuiden. (dt.: Der Vorteil des Südens.). Ende November 2010 übernahm Jan Linders zudem den Super de Boer-Standort in Nuenen und flaggte auch diesen in Jan Linders um. Die Filiale schloss unter dem alten Namen am 1. Dezember 2010 und eröffnete unter dem neuen Namen Ende Januar 2011 neu. Im Vorfeld der Eröffnung des zweiten Standorts in Eindhoven kam es seitens der Gemeinde und des Mitbewerbers Albert Heijn zu Widerstand gegen die Pläne Jan Linders'. Auf Grundlage des Bebauungsplans konnte die Filiale jedoch realisiert werden, die Eröffnung erfolgte am 21. Mai 2014 in Anwesenheit von Leo Linders. Seit dem 25. Februar 2015 präsentierte sich das Unternehmen mit dem heutigen Logo. Seither befindet sich auf dem i der i-Punkt, der die dort zuvor befindliche Welle ablöste.

### Weitere Übernahmen und folgende Entwicklung (2018–2021)
Im Zuge der Übernahme der Supermarktkette Emté durch Jumbo und Coop mussten einige Filialen an Mitbewerber abgegeben werden. Ende November 2018 wurde bekannt, dass Jan Linders je einen Jumbo-Standort in Reusel und in Veghel sowie ein Emté-Standort in Eindhoven übernehmen und Anfang 2019 auf Jan Linders umflaggen wird. Der Markt in Reusel eröffnete am 13. Februar 2019 als Jan Linders, der Markt in Veghel am 27. Februar 2019. Mit Emté in Nederweert übernahm man einen weiteren Standort, die Filiale sowie einen bestehende Filiale Jan Linders' wurden an einem neuen Standort zusammengelegt, der am 10. April 2019 eröffnete. Ein fünfter Standort konnte im Januar 2019 übernommen werden, dabei wurde der in Emté in Sint Anthonis mit der bestehenden Filiale zusammengelegt. Leo Linders schied zum 1. Februar 2020 als Geschäftsführer aus, es übernahm Ferry Moolenshot, der zuvor Director of Operations war. Im Jahr 2020 brachte das Unternehmen ein eigenes Lego-ähnliche Bausteinset heraus. Es beinhaltete Materialien zum Bauen eines eigenen Jan Linders-Supermarktes samt Beschilderung, Waren, Kasse und Mitarbeiter. Außerdem konnte ein eigener LKW gebaut werden.

### Wechsel ins Franchising (2022–)

Logo von Jan Linders bis 2023

Am 14. Dezember 2022 wurde bekannt, dass Jan Linders bis Ende 2023 seine Standorte auf Albert Heijn umflaggen wird. 52 der 63 Filialen sollten dabei weitergeführt werden, elf Standorte müssen weiterverkauft werden, wodurch der Name Jan Linders als Supermarktkette verschwinden wird. Ebenfalls übernahm Jan Linders zehn weitere Standorte von Albert Heijn und führt sie unter Albert Heijn weiter. Hintergrund war, dass das Unternehmen als Franchisenehmer beim Marktführer einstieg. Jan Linders ist damit der größte Franchiser bei Albert Heijn. Bis zum Wechsel zu Albert Heijn war Jan Linders Mitglied in der Einkaufsgemeinschaft Superunie. Ende April 2023 gab man bekannt, dass insgesamt zehn Filialen an Jumbo, Plus und Aldi verkauft werden. An Jumbo gingen die Standorte in Bunde, Gennep, Horst, Mill, Lent und Valkenburg, während die Märkte in Boxmeer, Klimmen und Weert auf Plus umgeflaggt wurden. Der Markt in Venlo eröffnete als Aldi neu. Am 29. August 2023 wurde in Venray der erste Markt nach einem Umbau als Albert Heijn wiedereröffnet. Der Name Jan Linders ist dabei als Franchisename unterhalb des Albert Heijn-Logos weiterhin sichtbar. Am 18. November 2023 schlossen mit den Filialen in Geleen, Klimmen und Tegelen die letzten regulären Jan Linders-Filialen. Bis Dezember 2023 wurden die letzten acht Filialen umgebaut worden. Als letzte auf Albert Heijn umgeflaggte Filiale eröffnete der Markt in Tegelen am 12. Dezember 2023.

## Handelsmarke
Unter dem Namen Onze trots (Eigenschreibweise: ONZE TROTS; dt.: Unser Stolz) werden Handelsmarken-Produkte in verschiedenen Produktkategorien geführt. Auch nach dem Wechsel zu Albert Heijn besteht die Marke fort.